# Janusz Plewniak
Janusz Józef Plewniak (ur. 13 stycznia 1949 w Piekarach Śląskich) – polski pisarz literatury faktu, dziennikarz, fotografik i speleolog. Od 1990 mieszka w Niemczech.

## Życiorys

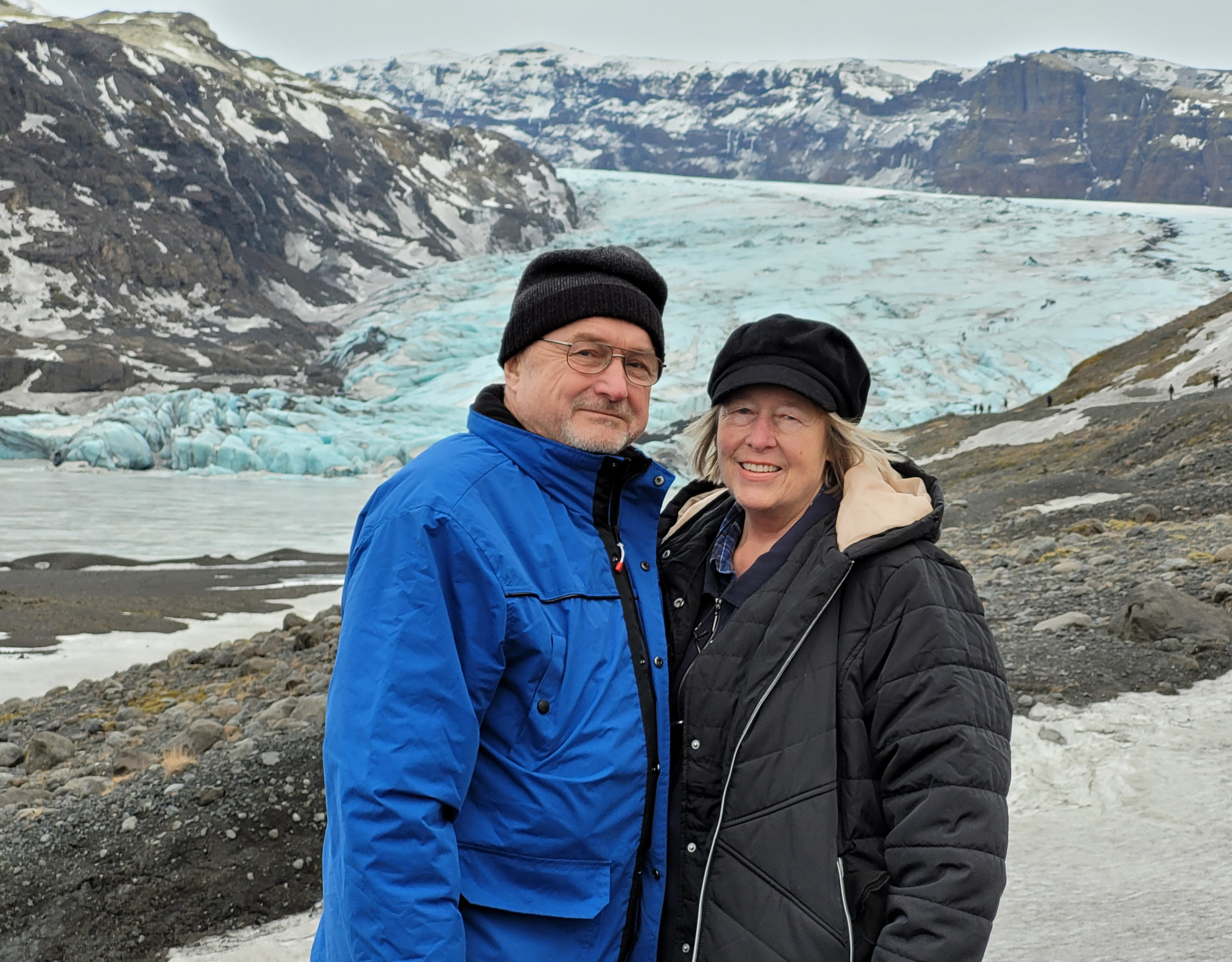
Janusz Plewniak z żoną Anną na lodowcu Sólheimajökull na Islandii (styczeń 2023).

Urodził się 13 stycznia 1949 w Piekarach Śląskich w rodzinie o tradycjach śląskich. Studia magisterskie z zakresu fizyki ukończył w 1974 na Wydziale Matematyki, Fizyki i Chemii Uniwersytetu Wrocławskiego.
Pracował jako meteorolog w obserwatorium wysokogórskim na Śnieżce. Był dyplomowanym instruktorem fotografii w Młodzieżowym Klubie Fotograficznym w Mikołowie. Był autorem cyklicznych audycji o fotografii w TVP3 Katowice. Od 1985 do 1990 był redaktorem Kroniki Fotograficznej Krajowej Agencji Fotograficznej w Katowicach. Był aktywnym członkiem Solidarności i został internowany w Zabrzu (Zaborze) w czerwcu i lipcu 1982.
Jest autorem książek reportażowych. Pisze także felietony i reportaże dla miesięczników wydawanych w Polsce, także dla prasy polonijnej. W 2014 debiutował tomem Do Honolulu i z powrotem przeznaczonym „dla wakacyjnych podróżników”. Zbiór esejów o współczesnych Niemcach Inkszy Hajmat ukazał się w 2023. W 2024 opublikował zbiór opowiadań o podróżach Z drogi. W 2024 zamieścił w drugim tomie Tak było sześć esejów o wyprawach jaskiniowych. W 2025 wydał Nielzja – zbiór reportaży o postsowieckiej Rosji.
Jest wieloletnim członkiem Sekcji Grotołazów Wrocław. Był uczestnikiem wypraw eksploracyjnych do Jaskini Śnieżnej. W 1970 brał udział w wyprawie do najgłębszej jaskini ówczesnego ZSSR – jaskini Nazarowskiej. Odwiedził ponad 50 krajów.
Jest żonaty z Anną, absolwentką fizyki, mają syna Łukasza (ur. 1984). Córka, Joanna Arkadia (1972–2016), zmarła w 44 roku życia. Mieszka w Niemczech w Hückeswagen od 1990, gdzie przez 11 lat był przewodniczącym lokalnego związku działkowców.

## Twórczość

### Publikacje książkowe
- Do Honolulu i z powrotem, Wydawnictwo Nowy Świat, 2014, s. 264[10] (e-book[22])
- Inkszy Hajmat, Wydawnictwo Śląsk, 2023, s. 217[11] (recenzja[23], e-book[24])
- Z drogi, Wydawnictwo Śląsk, 2024, s. 420[12] (recenzja[25], e-book[24])
- 6 esejów o wyprawach jaskiniowych, [w:] W drodze, tom II, Oficyna Wydawnicza Atut, 2024, s. 140–179[13]
- Nielzja, Wydawnictwo Śląsk, 2025, s. 200[14] (recenzja[26], e-book[24])

### Reportaże i felietony
- felietony dla „Śląsk”, miesięcznika regionalnego wydawanego w Katowicach[27][28][9][29]
- felietony (jako stały współpracownik od 2009) dla katolickiego miesięcznika „List do Pani”[30][31]
- felietony dla portalu „Stacja7.pl”[32]
- reportaże i fotografie dla „National Geographic Polska” i „National Geographic Traveler”[33][34]
- felietony dla prasy polonijnej kanadyjskiej i amerykańskiej[35][36].